# Favia (zoologia)
Favia De Blainville, 1820 è un genere di madrepore della famiglia Faviidae.

## Descrizione
Sono coralli ermatipici coloniali, con coralliti di dimensioni inferiori ai 10 mm, a disposizione plocoide, con margine dei setti dentato e  cenosteo trabecolato.

## Distribuzione e habitat
Questo genere è presente solo nell'oceano Atlantico. Le specie indo-pacifiche in precedenza assegnate a questo genere sono attualmente attribuite al genere Dipsastraea.

## Tassonomia
Il genere comprende le seguenti specie:
- Favia fragum (Esper, 1795)
- Favia gravida Verrill, 1868

Molte altre specie che in passato venivano attribuite a questo genere sono attualmente attribuite ai generi Favites, Dipsastraea, Goniastrea (tutti Merulinidae).